# Nina Skeime
Nina Skeime (ur. 21 maja 1962 r.) – norweska biegaczka narciarska, dwukrotna medalistka mistrzostw świata.

## Kariera
Nigdy nie startowała na zimowych igrzyskach olimpijskich. W 1987 roku wystartowała na mistrzostwach świata w Oberstdorfie. Osiągnęła tam największy sukces w swojej karierze wspólnie z Marianne Dahlmo, Anne Jahren i Anette Bøe zdobywając srebrny medal w sztafecie 4x5 km. W swoim najlepszym starcie indywidualnym, w biegu na 10 km techniką klasyczną zajęła szóste miejsce. Dwa lata później, podczas mistrzostw świata w Lahti zdobyła kolejny medal w sztafecie, tym razem brązowy. Norweżki pobiegły tam w składzie: Inger Helene Nybråten, Anne Jahren, Nina Skeime i Marianne Dahlmo. W Lahti Skeime zajęła też 14. miejsce w biegu na 30 km techniką dowolną. Na kolejnych mistrzostwach świata już nie startowała.
Podczas mistrzostw świata juniorów w Schonach w 1981 roku zwyciężyła w sztafecie, a w biegu na 5 km zajęła dziesiąte miejsce.
Najlepsze wyniki w Pucharze Świata osiągnęła w sezonie 1986/1987, kiedy zajęła 16. miejsce w klasyfikacji generalnej. Nigdy nie stawała na podium zawodów Pucharu Świata. W 1991 roku zakończyła karierę.

## Osiągnięcia

### Mistrzostwa świata
| Miejsce | Dzień     | Rok  | Miejscowość | Konkurencja             | Czas biegu | Strata  | Zwyciężczyni        |
| ------- | --------- | ---- | ----------- | ----------------------- | ---------- | ------- | ------------------- |
| 6.      | 13 lutego | 1987 | Oberstdorf  | 10 km stylem klasycznym | 31:49,5    | +43,0   | Anne Jahren         |
| 14.     | 16 lutego | 1987 | Oberstdorf  | 5 km stylem klasycznym  | 14:45,7    | ?       | Marjo Matikainen    |
| 2.      | 18 lutego | 1987 | Oberstdorf  | Sztafeta 4x5 km         | 58:08,8    | +37,3   | ZSRR                |
| 11.     | 20 lutego | 1987 | Oberstdorf  | 20 km stylem dowolnym   | 57:20,5    | +2:05,4 | Marie-Helene Westin |
| 14.     | 19 lutego | 1989 | Lahti       | 10 km stylem dowolnym   | 27:04,5    | +2:11,4 | Jelena Välbe        |
| 3.      | 23 lutego | 1989 | Lahti       | Sztafeta 4x5 km         | 54:49,8    | +1:02,5 | Finlandia           |
| 14.     | 25 lutego | 1989 | Lahti       | 30 km stylem dowolnym   | 1:29:59,7  | +3:16,3 | Jelena Välbe        |

### Mistrzostwa świata juniorów
| Miejsce | Dzień | Rok  | Miejscowość | Konkurencja            | Wynik    | Strata | Zwyciężczyni |
| ------- | ----- | ---- | ----------- | ---------------------- | -------- | ------ | ------------ |
| 10.     | luty  | 1981 | Schonach    | 5 km stylem klasycznym | 17:27,88 | +33,19 | Anne Jahren  |
| 1.      | luty  | 1981 | Schonach    | Sztafeta 3x5 km        | 52:12,54 | -      | -            |

### Puchar Świata

#### Miejsca w klasyfikacji generalnej
- sezon 1981/1982: 37.
- sezon 1982/1983: 19.
- sezon 1984/1985: 41.
- sezon 1985/1986: 21.
- sezon 1986/1987: 16.
- sezon 1987/1988: 45.
- sezon 1988/1989: 34.
- sezon 1989/1990: 21.
- sezon 1990/1991: 25.

#### Miejsca na podium
Skeime nigdy nie stanęła na podium zawodów Pucharu Świata.